# Ian Feuer
Ian Anthony „Tony“ Feuer (* 20. Mai 1971 in Las Vegas, Nevada) ist ein ehemaliger US-amerikanischer Fußballtorhüter, der in seiner Karriere hauptsächlich für belgische und englische Vereine aktiv war.

## Leben
Ian ist der Sohn einer Showtänzerin und dem Keyboarder Ron Feuer, der in Las Vegas geboren wurde und dort aufwuchs. Er hat zwei Schwestern, Tamara eine Künstlerin und Debra, Ex-Frau von Mickey Rourke, ist Schauspielerin. Im Alter von acht Jahren spielte Ian Feuer Fußball, zuerst im Feld, bevor er mit elf Jahren von seinem Trainer ins Tor gestellt wurde. Mit 16 Jahren erhielt er in einer Fußballschule in Alabama den Tipp von Toni Schumacher, dass er nach Europa müsste, um seine Fähigkeiten zu fördern.

## Karriere
Nachdem Feuer den Rat von Schumacher gefolgt war, unterschrieb er 1988 einen Vertrag beim belgischen Verein FC Brügge, konnte sich aber nicht durchsetzen und wurde am 1. August 1991 für zwei Jahre bis zum 31. Mai 1993 an R. White Daring Molenbeek verliehen. Während der Zeit bei Molenbeek gehörte er 1992 zum Kader der US-amerikanischen Fußballnationalmannschaft bei den olympischen Sommerspielen in Barcelona. Dabei wurde er bei der Niederlage gegen die marokkanische Fußballnationalmannschaft, am 18. März 1992 für Mark Dodd in der 71. Minute eingewechselt. 
1993 wechselte Ian wieder in die USA und spielte für eine Saison bei Los Angeles Salsa. Da die Mannschaft den vierten Platz erreichte, qualifizierten sie sich für die Playoffs, wobei sie Vancouver 86ers im Halbfinale erst im Elfmeterschießen besiegten und im Finale gegen Colorado Foxes verloren und Vizemeister wurden.
Feuer wechselte zu West Ham United zur Saison 1994–1995, wurde aber nicht eingesetzt, da Luděk Mikloško die erste Wahl war. Daraufhin verlieh West Ham seinen Ersatzkeeper am 20. Februar 1995 in die zweite Liga nach Peterborough United, woraufhin er die verbleibenden 19 Spiele für The Posh absolvierte.
In der Saison 1995–1996 gehörte Feuer wieder zum Kader von West Ham. Im August 1995 brach er sich beim Training der US-amerikanischen Fußballnationalmannschaft das Handgelenk. Nach einem Monat war die Verletzung auskuriert und er wurde wieder von West Ham in die zweite Liga ausgeliehen. Diesmal nach Luton Town, wo er zum Stammtorhüter wurde und 14 Pflichtspiele absolvierte. Wegen seiner guten Leistungen kaufte Luton Feuers Vertrag von West Ham im Dezember 1995 für £580.000 auf.
Am 24. März 1998 wechselte Feuer von Luton Town ablösefrei in die MLS zu New England Revolution. Er bestritt 26 Spiele in der Saison, bevor er am 24. Februar 1999 einen Vertrag für die Colorado Rapids unterschrieb, zu denen er im Sommer 2000 wechselte. Nachdem Walter Zenga ebenfalls für New England unterschrieb, verlieh man Ian an Rushden & Diamonds. Feuer wurde beim FA Cup eingesetzt und hielt sein Tor gegen Leeds United sauber, wobei das Spiel mit einem 0:0 endete.
Als Feuer in Colorado ankam, war er der Ersatzkeeper von Marcus Hahnemann. Hahnemann wechselte in der Folgezeit, während der aktuellen Saison, nach FC Fulham und Feuer stand dann in den verbleibenden 19 Spielen im Tor. Nach diesen Spielen wurde der Vertrag um ein Jahr bei den Rapids verlängert.
Am 1. Oktober 2000 unterschrieb Feuer einen Vertrag als Ersatztorwart, für die Laufzeit eines Monats, bei Cardiff City. Nach diesem Monat wechselte er im November wieder zu West Ham United, wobei er bei drei Spielen im Tor stand.  
Am Ende der Saison 1999–2000 wechselte Ian Feuer in die First Division zum FC Wimbledon. Er war in den folgenden zwei Spielzeiten nur Ersatz für Kelvin Davis und absolvierte lediglich vier Spiele. Anschließend verlieh man ihn an Derby County für die Saison 2000–2001, wobei er zweimal zum Einsatz kam. Danach verließ er Wimbledon und unterschrieb am 12. August 2002 bei Tranmere Rovers und kam nur wegen einer Verletzung des Stammtorhüters Keith Welch für zwei aufeinander folgende Spiele zum Einsatz. In der Zwischenzeit hatte Feuer Probetrainings bei FC Arsenal und bei den Wolverhampton Wanderers im September 2002 absolviert. Daraufhin entschieden sich die Verantwortlichen der Wanderers ihm einen Vertrag zu geben. Nach Ablauf des Vertrages, beendete Ian Feuer seine Karriere als Fußballspieler im Alter von 31 Jahren und ging zurück in die Vereinigten Staaten.
Im März 2010 gab die Premier League bekannt, dass Feuer der längste Torwart war, der je in England gespielt hat.

## Sonstiges
Im Jahr 2005 hatte Ian Feuer eine Nebenrolle als Assistenz-Trainer in der Filmkomödie Fußballfieber – Elfmeter für Daddy des Regisseurs Jesse Dylan, mit Will Ferrell und Robert Duvall in den Hauptrollen. Im 2007 erschienenen Science-Fiction-Horror-Film Aliens vs. Predator 2, stand Feuer zum zweiten Mal als Darsteller vor der Kamera. In dem Film, von den Brüdern Colin und Greg Strause, verkörperter er einen Predator. 
Im September 2007 unterschrieb er einen Vertrag als Torwart-Trainer bei der LA Galaxy und löste Tim Hanley ab. Feuer leitet zudem in St. Louis, die Premier Goalkeeping Academy (PGKA).